# Boydton (Virginia)
Boydton település az Amerikai Egyesült Államok Virginia államában, Mecklenburg megyében, melynek megyeszékhelye is. Lakosainak száma 302 fő (2020. április 1.).

## Népesség
A település népességének változása:

| 2010 | 431 |
| 2020 | 302 |